# Liste des Alstom Citadis Dualis
Cette page est une annexe de l'article « Alstom Citadis Dualis ».
Cette liste recense les éléments du parc de U 52500, U 52600, U 53500, U 53600, U 53700 et U 53800 de la Société nationale des chemins de fer français (SNCF), matériel roulant Citadis Dualis fabriqué par Alstom circulant depuis le 22 septembre 2012 sur le réseau ferroviaire de l'ouest lyonnais, le 15 juin 2011, pour l'étoile nantaise, et en cours de livraison pour le réseau de tramway/tram-train d'Île-de-France.

## État du matériel
La région Rhône-Alpes a commandé 24 rames Citadis Dualis (U 52500) et la région des Pays de la Loire 24 engins également (U 53500).

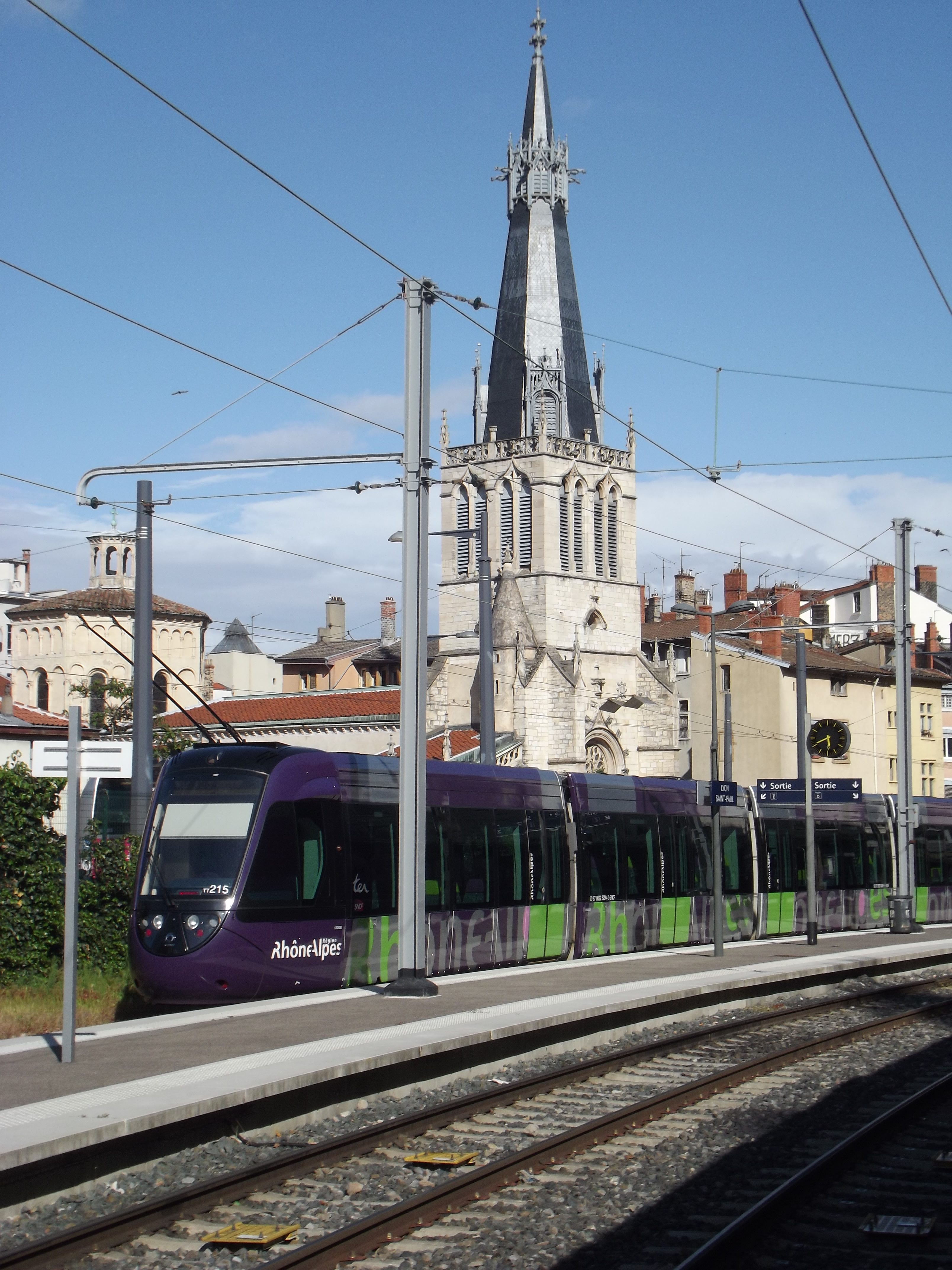
U 52500 en gare de Lyon-Saint-Paul.

Les 24 engins de Rhône-Alpes sont affectés au dépôt de L'Arbresle et sont tous livrés depuis août 2013. Les 23 engins de Pays de la Loire sont affectés au dépôt de Doulon. En décembre 2013, 15 des 24 trains commandés sont livrés.
La première rame du tramway de la ligne 13 du tramway d'Île-de-France est livrée le 26 novembre 2020 au site de maintenance et de remisage de Versailles-Matelots en provenance de l'usine Alstom de Valenciennes.
| Designation STF                         | U 52500 | U 52600 | U 53500 | U 53600 | U 53700 | U 53800 | Total |
| --------------------------------------- | ------- | ------- | ------- | ------- | ------- | ------- | ----- |
| STF Ligne 4 du tramway d'Île-de-France  | –       | –       | –       | –       | 26      | –       | 26    |
| STF Ligne 11 du tramway d'Île-de-France | –       | –       | –       | 15      | –       | –       | 15    |
| STF Ligne 12 du tramway d'Île-de-France | –       | 22      | –       | –       | –       | –       | 22    |
| STF Ligne 13 du tramway d'Île-de-France | –       | –       | –       | –       | –       | 11      | 11    |
| STF Pays de la Loire                    | –       | –       | 24      | –       | –       | –       | 24    |
| STF Rhône-Alpes                         | 24      | –       | –       | –       | –       | –       | 24    |
| Total                                   | 24      | 22      | 24      | 15      | 26      | 11      | 122   |

### U 52500
| Rame  | Motrices   | Mise en service | Radiation | Activité | Livrée               | Dépôt titulaire | Baptême |
| ----- | ---------- | --------------- | --------- | -------- | -------------------- | --------------- | ------- |
| TT201 | U 52501/02 | Janvier 2013    | /         | TER      | Auvergne-Rhône-Alpes | L'Arbresle      | /       |
| TT202 | U 52503/04 | Août 2013       | /         | TER      | Rhône-Alpes          | L'Arbresle      | /       |
| TT203 | U 52505/06 | 4 novembre 2012 | /         | TER      | Rhône-Alpes          | L'Arbresle      | /       |
| TT204 | U 52507/08 | Février 2013    | /         | TER      | Rhône-Alpes          | L'Arbresle      | /       |
| TT205 | U 52509/10 | 1er août 2011   | /         | TER      | Rhône-Alpes          | L'Arbresle      | /       |
| TT206 | U 52511/12 | 30 août 2011    | /         | TER      | Rhône-Alpes          | L'Arbresle      | /       |
| TT207 | U 52513/14 | 6 décembre 2011 | /         | TER      | Rhône-Alpes          | L'Arbresle      | /       |
| TT208 | U 52515/16 | 6 décembre 2011 | /         | TER      | Rhône-Alpes          | L'Arbresle      | /       |
| TT209 | U 52517/18 | 6 décembre 2011 | /         | TER      | Auvergne-Rhône-Alpes | L'Arbresle      | /       |
| TT210 | U 52519/20 | 2 mai 2012      | /         | TER      | Auvergne-Rhône-Alpes | L'Arbresle      | /       |
| TT211 | U 52521/22 | 25 juin 2012    | /         | TER      | Rhône-Alpes          | L'Arbresle      | /       |
| TT212 | U 52523/24 | 3 juillet 2012  | /         | TER      | Auvergne-Rhône-Alpes | L'Arbresle      | /       |
| TT213 | U 52525/26 | 2 juillet 2012  | /         | TER      | Rhône-Alpes          | L'Arbresle      | /       |
| TT214 | U 52527/28 | 2 juillet 2012  | /         | TER      | Auvergne-Rhône-Alpes | L'Arbresle      | /       |
| TT215 | U 52529/30 | 5 juillet 2012  | /         | TER      | Rhône-Alpes          | L'Arbresle      | /       |
| TT216 | U 52531/32 | 5 juillet 2012  | /         | TER      | Auvergne-Rhône-Alpes | L'Arbresle      | /       |
| TT217 | U 52533/34 | 16 juillet 2012 | /         | TER      | Rhône-Alpes          | L'Arbresle      | /       |
| TT218 | U 52535/36 | 16 juillet 2012 | /         | TER      | Rhône-Alpes          | L'Arbresle      | /       |
| TT219 | U 52537/38 | 24 juillet 2012 | /         | TER      | Rhône-Alpes          | L'Arbresle      | /       |
| TT220 | U 52539/40 | 24 juillet 2012 | /         | TER      | Rhône-Alpes          | L'Arbresle      | /       |
| TT221 | U 52541/42 | 16 juillet 2012 | /         | TER      | Auvergne-Rhône-Alpes | L'Arbresle      | /       |
| TT222 | U 52543/44 | 7 août 2012     | /         | TER      | Auvergne-Rhône-Alpes | L'Arbresle      | /       |
| TT223 | U 52545/46 | 15 octobre 2012 | /         | TER      | Rhône-Alpes          | L'Arbresle      | /       |
| TT224 | U 52547/48 | 16 août 2012    | /         | TER      | Rhône-Alpes          | L'Arbresle      | /       |

### U 52600

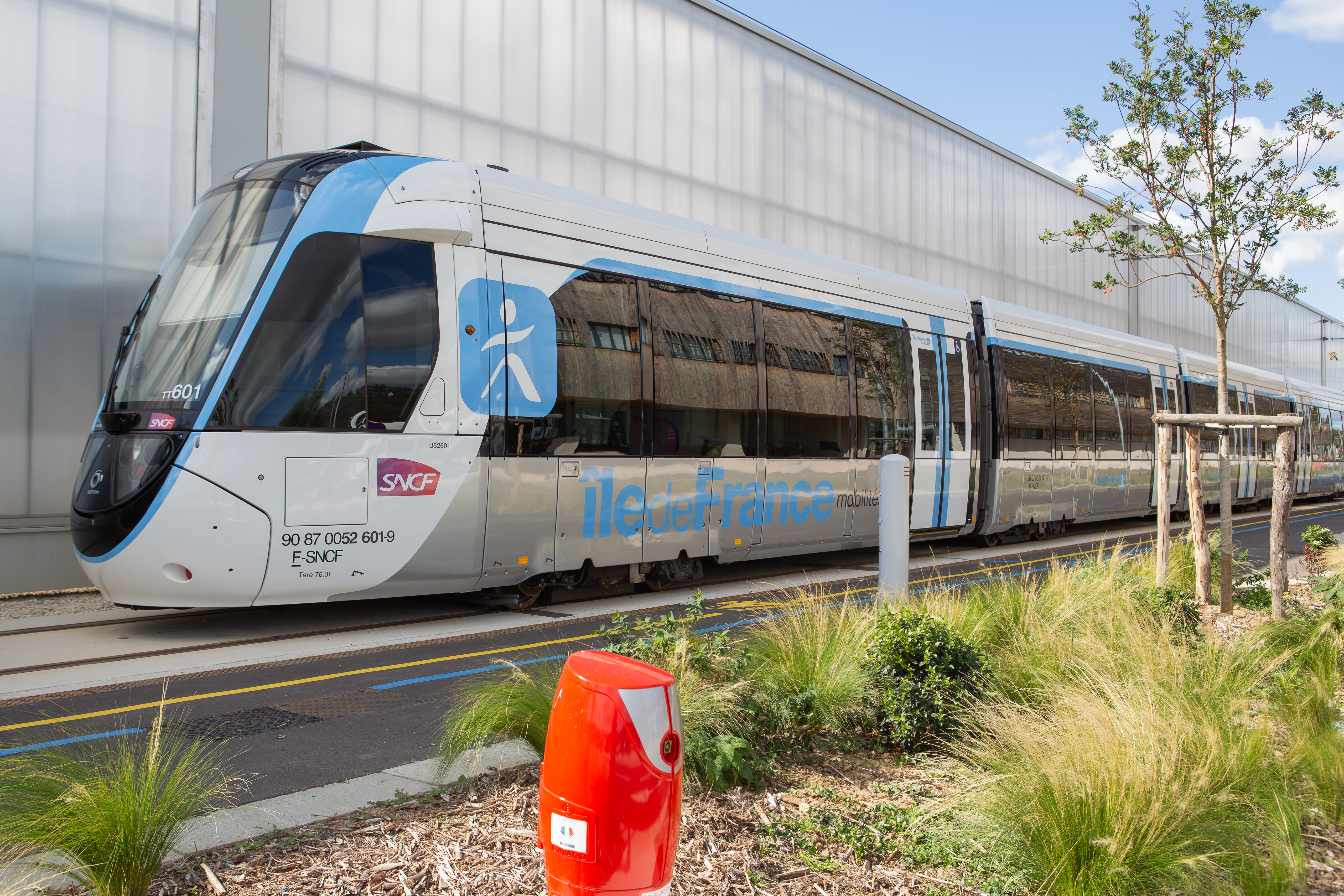
Une rame U 52600 de la ligne T12 dans l'atelier-garage de Massy-Palaiseau.

| Rame  | Motrices   | Mise en service   | Radiation | Activité   | Livrée                  | Dépôt titulaire | Baptême |
| ----- | ---------- | ----------------- | --------- | ---------- | ----------------------- | --------------- | ------- |
| TT601 | U 52601/02 | 13 janvier 2023   | –         | (T) · (12) | Île-de-France Mobilités | Massy           | /       |
| TT602 | U 52603/04 | 13 janvier 2023   | –         | (T) · (12) | Île-de-France Mobilités | Massy           | /       |
| TT603 | U 52605/06 | 13 janvier 2023   | –         | (T) · (12) | Île-de-France Mobilités | Massy           | /       |
| TT604 | U 52607/08 | 13 janvier 2023   | –         | (T) · (12) | Île-de-France Mobilités | Massy           | /       |
| TT605 | U 52609/10 | 13 janvier 2023   | –         | (T) · (12) | Île-de-France Mobilités | Massy           | /       |
| TT606 | U 52611/12 | 13 janvier 2023   | –         | (T) · (12) | Île-de-France Mobilités | Massy           | /       |
| TT607 | U 52613/14 | 13 janvier 2023   | –         | (T) · (12) | Île-de-France Mobilités | Massy           | /       |
| TT608 | U 52615/16 | 13 janvier 2023   | –         | (T) · (12) | Île-de-France Mobilités | Massy           | /       |
| TT609 | U 52617/18 | 13 janvier 2023   | –         | (T) · (12) | Île-de-France Mobilités | Massy           | /       |
| TT610 | U 52619/20 | 13 janvier 2023   | –         | (T) · (12) | Île-de-France Mobilités | Massy           | /       |
| TT611 | U 52621/22 | 13 janvier 2023   | –         | (T) · (12) | Île-de-France Mobilités | Massy           | /       |
| TT612 | U 52623/24 | 13 janvier 2023   | –         | (T) · (12) | Île-de-France Mobilités | Massy           | /       |
| TT613 | U 52625/26 | 22 mai 2023       | –         | (T) · (12) | Île-de-France Mobilités | Massy           | /       |
| TT614 | U 52627/28 | 30 juin 2023      | –         | (T) · (12) | Île-de-France Mobilités | Massy           | /       |
| TT615 | U 52629/30 | 5 juillet 2023    | –         | (T) · (12) | Île-de-France Mobilités | Massy           | /       |
| TT616 | U 52631/32 | 5 juillet 2023    | –         | (T) · (12) | Île-de-France Mobilités | Massy           | /       |
| TT617 | U 52633/34 | 5 juillet 2023    | –         | (T) · (12) | Île-de-France Mobilités | Massy           | /       |
| TT618 | U 52635/36 | 11 août 2023      | –         | (T) · (12) | Île-de-France Mobilités | Massy           | /       |
| TT619 | U 52637/38 | 15 septembre 2023 | –         | (T) · (12) | Île-de-France Mobilités | Massy           | /       |
| TT620 | U 52639/40 | 5 octobre 2023    | –         | (T) · (12) | Île-de-France Mobilités | Massy           | /       |
| TT621 | U 52641/42 | 2 novembre 2023   | –         | (T) · (12) | Île-de-France Mobilités | Massy           | /       |
| TT622 | U 52643/44 | 30 novembre 2023  | –         | (T) · (12) | Île-de-France Mobilités | Massy           | /       |
| TT623 | U 52645/46 | 21 décembre 2023  | –         | (T) · (12) | Île-de-France Mobilités | Massy           | /       |
| TT624 | U 52647/48 | 9 février 2024    | –         | (T) · (12) | Île-de-France Mobilités | Massy           | /       |
| TT625 | U 52649/50 | 4 avril 2024      | –         | (T) · (12) | Île-de-France Mobilités | Massy           | /       |

### U 53500

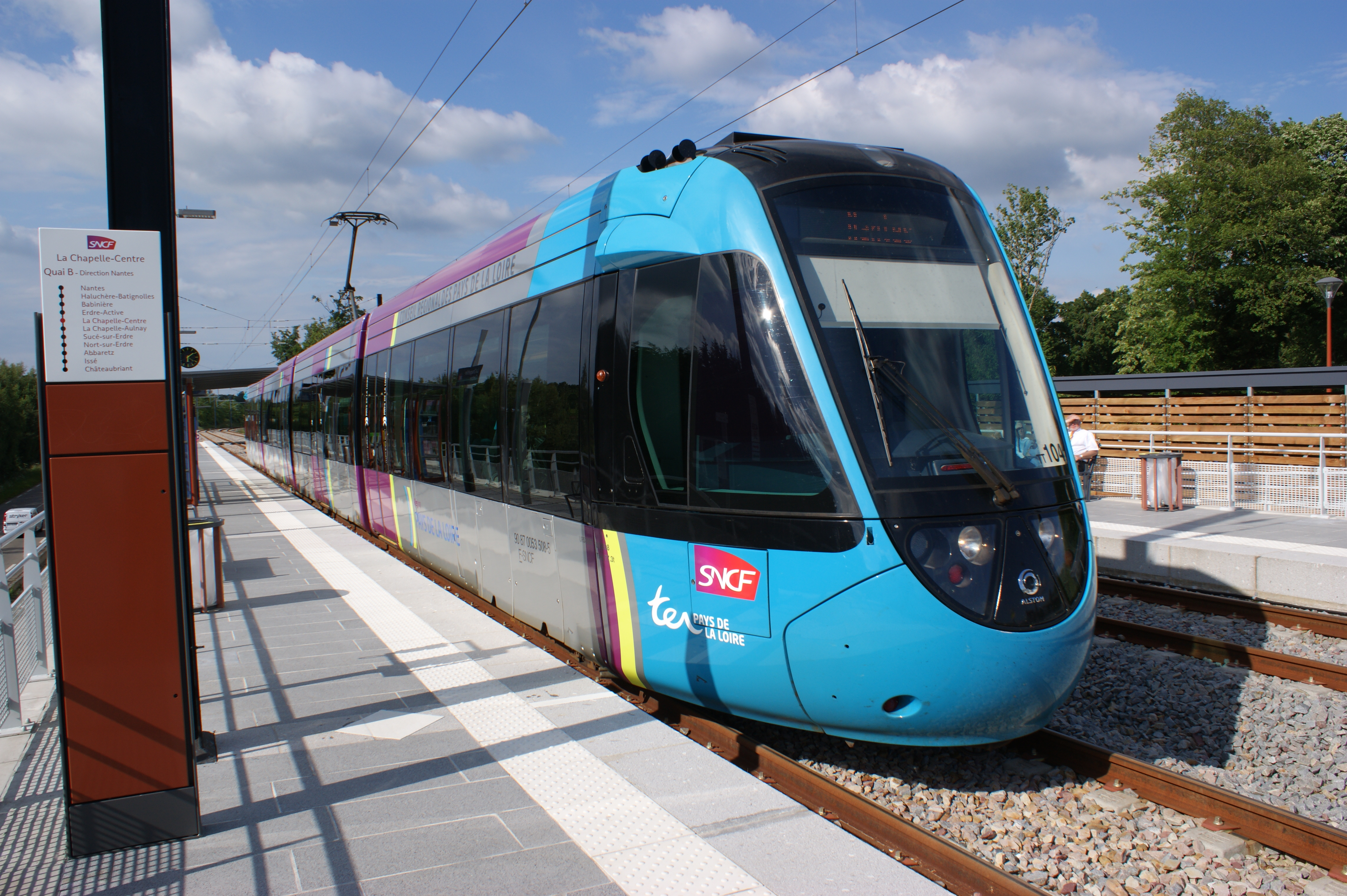
U 53500 en gare de La Chapelle-Centre.

| Rame  | Motrices   | Mise en service   | Radiation | Activité | Livrée           | Dépôt titulaire | Baptême |
| ----- | ---------- | ----------------- | --------- | -------- | ---------------- | --------------- | ------- |
| TT101 | U 53501/02 | 1er avril 2011    | /         | TER      | Pays de la Loire | Doulon          | /       |
| TT102 | U 53503/04 | 4 mai 2011        | /         | TER      | Pays de la Loire | Doulon          | /       |
| TT103 | U 53505/06 | 13 mars 2012      | /         | TER      | Pays de la Loire | Doulon          | /       |
| TT104 | U 53507/08 | 25 mai 2011       | /         | TER      | Pays de la Loire | Doulon          | /       |
| TT105 | U 53509/10 | 27 septembre 2011 | /         | TER      | Pays de la Loire | Doulon          | /       |
| TT106 | U 53511/12 | 27 juillet 2011   | /         | TER      | Pays de la Loire | Doulon          | /       |
| TT107 | U 53513/14 | 18 janvier 2011   | /         | TER      | Pays de la Loire | Doulon          | /       |
| TT108 | U 53515/16 | 6 mars 2013       | /         | TER      | Pays de la Loire | Doulon          | /       |
| TT109 | U 53517/18 | 10 décembre 2012  | /         | TER      | Pays de la Loire | Doulon          | /       |
| TT110 | U 53519/20 | 31 octobre 2013   | /         | TER      | Pays de la Loire | Doulon          | /       |
| TT111 | U 53521/22 | 1er juillet 2013  | /         | TER      | Pays de la Loire | Doulon          | /       |
| TT112 | U 53523/24 | 30 août 2013      | /         | TER      | Pays de la Loire | Doulon          | /       |
| TT113 | U 53525/26 | 7 août 2013       | /         | TER      | Pays de la Loire | Doulon          | /       |
| TT114 | U 53527/28 | 29 août 2014      | /         | TER      | Pays de la Loire | Doulon          | /       |
| TT115 | U 53529/30 | 4 décembre 2013   | /         | TER      | Pays de la Loire | Doulon          | /       |
| TT116 | U 53531/32 | 27 mars 2014      | /         | TER      | Pays de la Loire | Doulon          | /       |
| TT117 | U 53533/34 | 30 avril 2014     | /         | TER      | Pays de la Loire | Doulon          | /       |
| TT118 | U 53535/36 | 22 mai 2014       | /         | TER      | Pays de la Loire | Doulon          | /       |
| TT119 | U 53537/38 | 7 mai 2015        | /         | TER      | Pays de la Loire | Doulon          | /       |
| TT120 | U 53539/40 | 20 juin 2014      | /         | TER      | Pays de la Loire | Doulon          | /       |
| TT121 | U 53541/42 | 26 septembre 2013 | /         | TER      | Pays de la Loire | Doulon          | /       |
| TT122 | U 53543/44 | 1er janvier 2015  | /         | TER      | Pays de la Loire | Doulon          | /       |
| TT123 | U 53545/46 | 13 janvier 2015   | /         | TER      | Pays de la Loire | Doulon          | /       |
| TT124 | U 53547/48 | 12 décembre 2014  | /         | TER      | Pays de la Loire | Doulon          | /       |

### U 53600

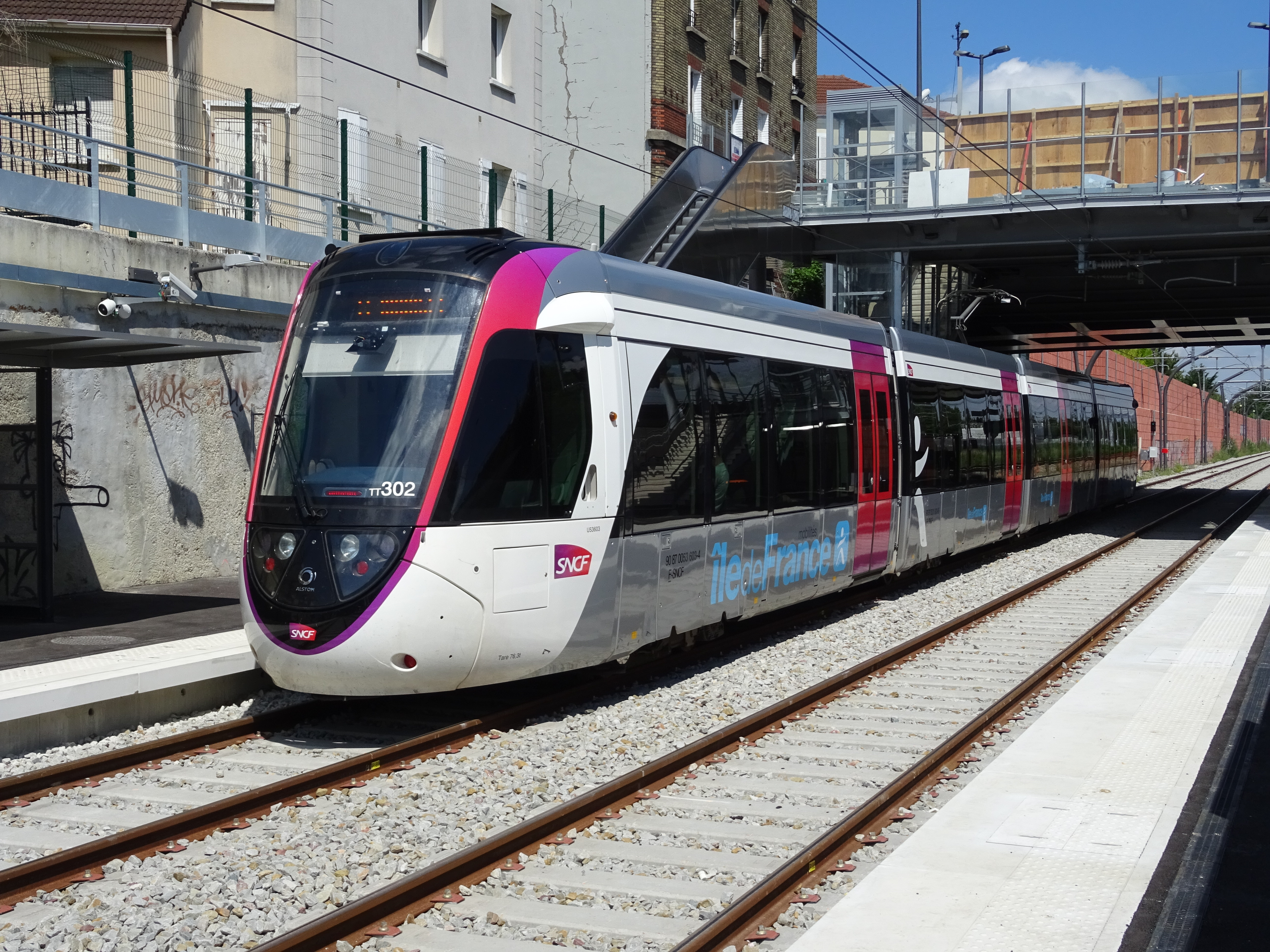
U 53600 en gare d'Épinay - Villetaneuse.

| Rame  | Motrices   | Livraison        | Radiation | Activité          | Livrée         | Dépôt titulaire | Baptême |
| ----- | ---------- | ---------------- | --------- | ----------------- | -------------- | --------------- | ------- |
| TT301 | U 53601/02 | 6 septembre 2017 | /         | (T) · (11) · (14) | IDFM/Carmillon | Noisy-le-Sec    | /       |
| TT302 | U 53603/04 | 28 juin 2017     | /         | (T) · (11) · (14) | IDFM/Carmillon | Noisy-le-Sec    | /       |
| TT303 | U 53605/06 | 28 juin 2017     | /         | (T) · (11) · (14) | IDFM/Carmillon | Noisy-le-Sec    | /       |
| TT304 | U 53607/08 | 28 août 2017     | /         | (T) · (11) · (14) | IDFM/Carmillon | Noisy-le-Sec    | /       |
| TT305 | U 53609/10 | 28 juin 2017     | /         | (T) · (11) · (14) | IDFM/Carmillon | Noisy-le-Sec    | /       |
| TT306 | U 53611/12 | 28 juin 2017     | /         | (T) · (11) · (14) | IDFM/Carmillon | Noisy-le-Sec    | /       |
| TT307 | U 53613/14 | 28 juin 2017     | /         | (T) · (11) · (14) | IDFM/Carmillon | Noisy-le-Sec    | /       |
| TT308 | U 53615/16 | 28 juin 2017     | /         | (T) · (11) · (14) | IDFM/Carmillon | Noisy-le-Sec    | /       |
| TT309 | U 53617/18 | 28 juin 2017     | /         | (T) · (11) · (14) | IDFM/Carmillon | Noisy-le-Sec    | /       |
| TT310 | U 53619/20 | 28 juin 2017     | /         | (T) · (11) · (14) | IDFM/Carmillon | Noisy-le-Sec    | /       |
| TT311 | U 53621/22 | 28 juin 2017     | /         | (T) · (11) · (14) | IDFM/Carmillon | Noisy-le-Sec    | /       |
| TT312 | U 53623/24 | 28 juin 2017     | /         | (T) · (11) · (14) | IDFM/Carmillon | Noisy-le-Sec    | /       |
| TT313 | U 53625/26 | 28 juin 2017     | /         | (T) · (11) · (14) | IDFM/Carmillon | Noisy-le-Sec    | /       |
| TT314 | U 53627/28 | 28 juin 2017     | /         | (T) · (11) · (14) | IDFM/Carmillon | Noisy-le-Sec    | /       |
| TT315 | U 53629/30 | 31 juillet 2017  | /         | (T) · (11) · (14) | IDFM/Carmillon | Noisy-le-Sec    | /       |

### U 53700

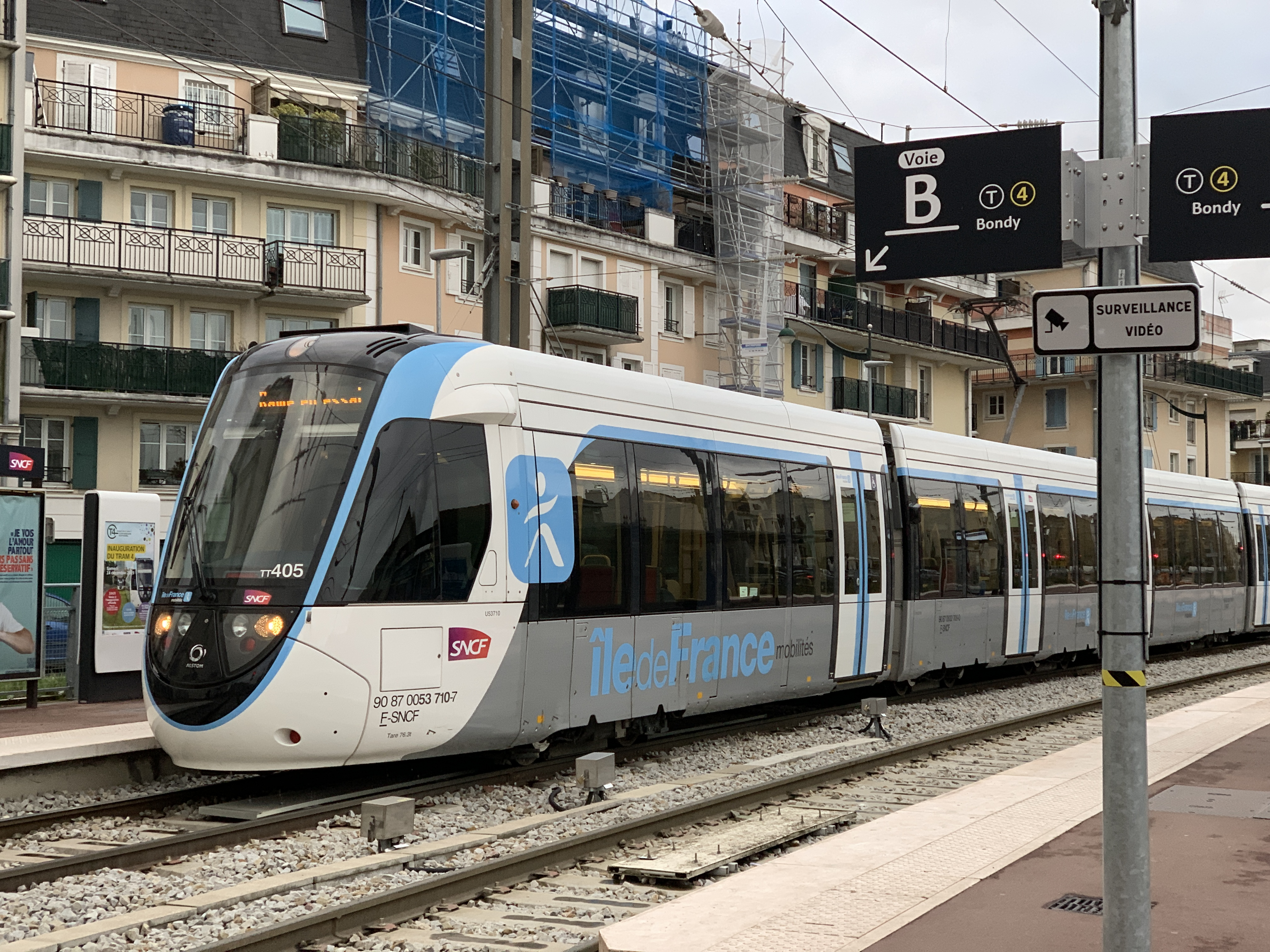
U 53700 à la station de Gargan.

| Rame  | Motrices   | Mise en service  | Radiation | Activité  | Livrée                  | Dépôt titulaire | Baptême |
| ----- | ---------- | ---------------- | --------- | --------- | ----------------------- | --------------- | ------- |
| TT401 | U 53701/02 | 6 juin 2019      | /         | (T) · (4) | Île-de-France Mobilités | Noisy-le-Sec    | /       |
| TT402 | U 53703/04 | 13 mars 2019     | /         | (T) · (4) | Île-de-France Mobilités | Noisy-le-Sec    | /       |
| TT403 | U 53705/06 | 13 mars 2019     | /         | (T) · (4) | Île-de-France Mobilités | Noisy-le-Sec    | /       |
| TT404 | U 53707/08 | 13 mars 2019     | /         | (T) · (4) | Île-de-France Mobilités | Noisy-le-Sec    | /       |
| TT405 | U 53709/10 | 6 juin 2019      | /         | (T) · (4) | Île-de-France Mobilités | Noisy-le-Sec    | /       |
| TT406 | U 53711/12 | 13 mars 2019     | /         | (T) · (4) | Île-de-France Mobilités | Noisy-le-Sec    | /       |
| TT407 | U 53713/14 | 6 juin 2019      | /         | (T) · (4) | Île-de-France Mobilités | Noisy-le-Sec    | /       |
| TT408 | U 53715/16 | 6 juin 2019      | /         | (T) · (4) | Île-de-France Mobilités | Noisy-le-Sec    | /       |
| TT409 | U 53717/18 | 6 juin 2019      | /         | (T) · (4) | Île-de-France Mobilités | Noisy-le-Sec    | /       |
| TT410 | U 53719/20 | 6 juin 2019      | /         | (T) · (4) | Île-de-France Mobilités | Noisy-le-Sec    | /       |
| TT411 | U 53721/22 | 6 juin 2019      | /         | (T) · (4) | Île-de-France Mobilités | Noisy-le-Sec    | /       |
| TT412 | U 53723/24 | 6 juin 2019      | /         | (T) · (4) | Île-de-France Mobilités | Noisy-le-Sec    | /       |
| TT413 | U 53725/26 | 6 juin 2019      | /         | (T) · (4) | Île-de-France Mobilités | Noisy-le-Sec    | /       |
| TT414 | U 53727/28 | 6 juin 2019      | /         | (T) · (4) | Île-de-France Mobilités | Noisy-le-Sec    | /       |
| TT415 | U 53729/30 | 12 avril 2019    | /         | (T) · (4) | Île-de-France Mobilités | Noisy-le-Sec    | /       |
| TT416 | U 53731/32 | 19 octobre 2022  | /         | (T) · (4) | Île-de-France Mobilités | Noisy-le-Sec    | /       |
| TT417 | U 53733/34 | 14 novembre 2022 | /         | (T) · (4) | Île-de-France Mobilités | Noisy-le-Sec    | /       |
| TT418 | U 53735/36 | 14 décembre 2022 | /         | (T) · (4) | Île-de-France Mobilités | Noisy-le-Sec    | /       |
| TT419 | U 53737/38 | 15 février 2023  | /         | (T) · (4) | Île-de-France Mobilités | Noisy-le-Sec    | /       |
| TT420 | U 53739/40 | 18 janvier 2023  | /         | (T) · (4) | Île-de-France Mobilités | Noisy-le-Sec    | /       |
| TT421 | U 53741/42 | 8 février 2023   | /         | (T) · (4) | Île-de-France Mobilités | Noisy-le-Sec    | /       |
| TT422 | U 53743/44 | 13 mars 2023     | /         | (T) · (4) | Île-de-France Mobilités | Noisy-le-Sec    | /       |
| TT423 | U 53745/46 | 13 avril 2023    | /         | (T) · (4) | Île-de-France Mobilités | Noisy-le-Sec    | /       |
| TT424 | U 53747/48 | 17 mars 2023     | /         | (T) · (4) | Île-de-France Mobilités | Noisy-le-Sec    | /       |
| TT425 | U 53749/50 | 13 avril 2023    | /         | (T) · (4) | Île-de-France Mobilités | Noisy-le-Sec    | /       |
| TT426 | U 53751/52 | 23 mai 2023      | /         | (T) · (4) | Île-de-France Mobilités | Noisy-le-Sec    | /       |

### U 53800

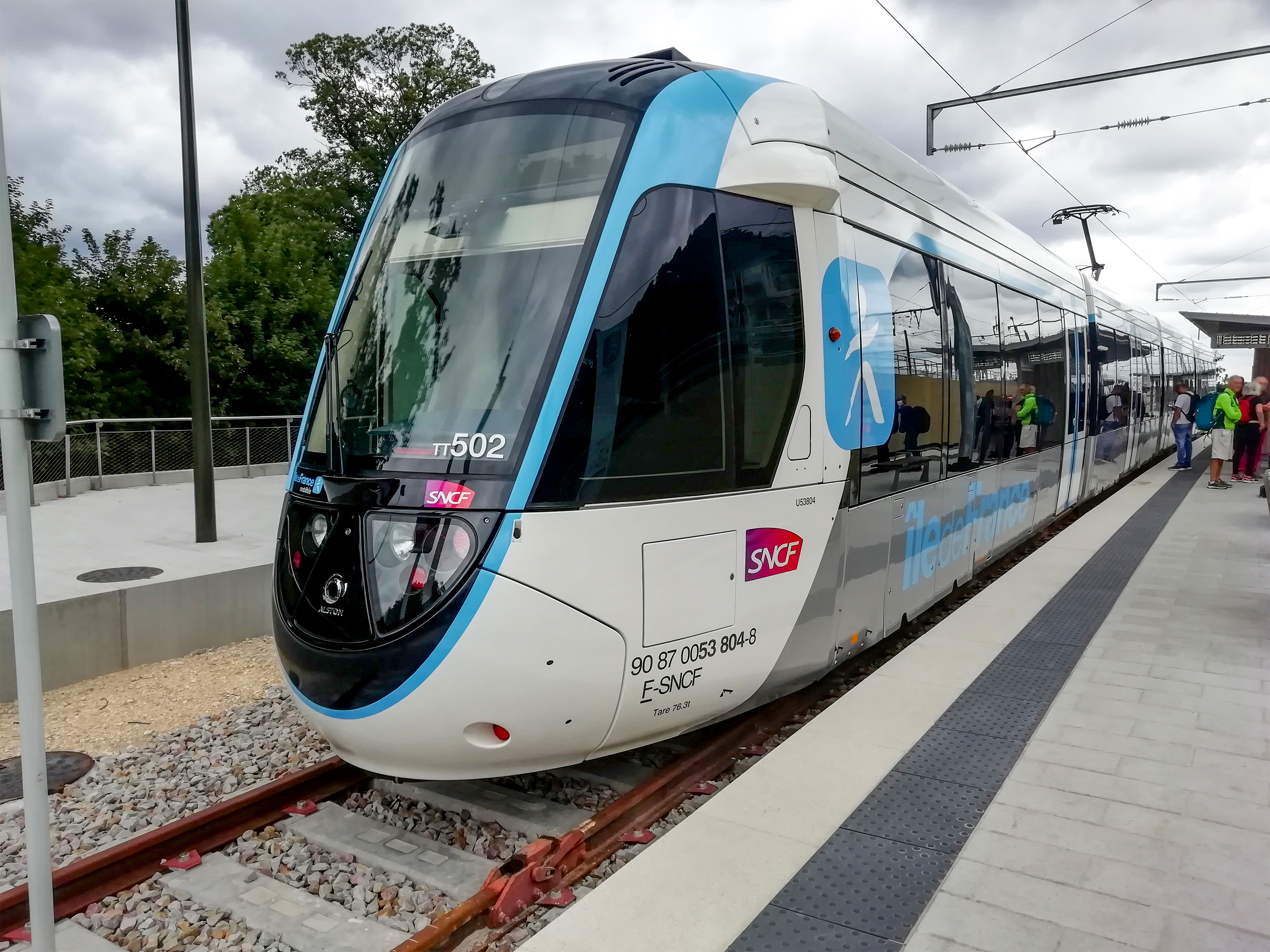
U 53800 stationnée en gare de Saint-Cyr.

| Rame  | Motrices   | Livraison      | Radiation | Activité   | Livrée                  | Dépôt titulaire     | Baptême |
| ----- | ---------- | -------------- | --------- | ---------- | ----------------------- | ------------------- | ------- |
| TT501 | U 53801/02 | 4 juillet 2022 | /         | (T) · (13) | Île-de-France Mobilités | Versailles-Matelots | /       |
| TT502 | U 53803/04 | 4 juillet 2022 | /         | (T) · (13) | Île-de-France Mobilités | Versailles-Matelots | /       |
| TT503 | U 53805/06 | 4 juillet 2022 | /         | (T) · (13) | Île-de-France Mobilités | Versailles-Matelots | /       |
| TT504 | U 53807/08 | 4 juillet 2022 | /         | (T) · (13) | Île-de-France Mobilités | Versailles-Matelots | /       |
| TT505 | U 53809/10 | 4 juillet 2022 | /         | (T) · (13) | Île-de-France Mobilités | Versailles-Matelots | /       |
| TT506 | U 53811/12 | 4 juillet 2022 | /         | (T) · (13) | Île-de-France Mobilités | Versailles-Matelots | /       |
| TT507 | U 53813/14 | 4 juillet 2022 | /         | (T) · (13) | Île-de-France Mobilités | Versailles-Matelots | /       |
| TT508 | U 53815/16 | 4 juillet 2022 | /         | (T) · (13) | Île-de-France Mobilités | Versailles-Matelots | /       |
| TT509 | U 53817/18 | 4 juillet 2022 | /         | (T) · (13) | Île-de-France Mobilités | Versailles-Matelots | /       |
| TT510 | U 53819/20 | 4 juillet 2022 | /         | (T) · (13) | Île-de-France Mobilités | Versailles-Matelots | /       |
| TT511 | U 53821/22 | 4 juillet 2022 | /         | (T) · (13) | Île-de-France Mobilités | Versailles-Matelots | /       |